# Paraná Clube
Maillots
Le Paraná Clube est un club de football brésilien de la ville de Curitiba, État du Paraná. Le club est affectueusement appelé Tricolor da Vila, une référence à ses couleurs et le nom de son principal siège sportif,  la Vila Capanema (Stade Durival Britto e Silva). 
L'équipe est fondée le 19 décembre 1989, après une fusion entre le Colorado Sports Club et le Sporting Clube Pinheiros. Après seulement deux décennies de vie, le Paraná Clube détient 7 titres de l’État du Paraná et 2 titres nationaux de Série B, en disputant également 14 saisons en Série A du championnat national brésilien.
L’équipe est championne du Brésil de Série B en 1992 et 2000, et reste en 1re division nationale jusqu'en 2007. Pendant ces années dorées, le club joue certaines compétitions internationales, comme la Copa Libertadores, en 2007. Cependant, lors de cette même année, le club est relégué en deuxième division nationale.

## Historique
- 1989 : fondation du club par fusion de Colorado EC (fondé en 1971 par fusion de Britânia FC (fondé en 1914 par fusion de Leão FC et Tigre FC), Palestra Italia (fondé en 1920) et CA Ferroviario (fondé en 1930) et de EC Pinheiros (fondé en 1914).

## Palmarès
- Championnat du Brésil de Série B (2) :
  - Champion : 1992, 2000

- Championnat du Paraná (7) : 
  - Champion : 1991, 1993, 1994, 1995, 1996, 1997,  2006

- Trophée des champions :
  - Finaliste : 1992

## Entraîneurs[2]
- Rubens Minelli: (1990), (1994-1997)
- Otacílio Gonçalves: (1991-1992), (1995-1996), (1998,1999), (2002-2003)
- Levir Culpi: (1993)
- Vanderlei Luxemburgo: (1995)
- Sebastião Lazaroni: (1996)
- Antônio Lopes: (1996)
- Mário Juliato: (1996)
- Cláudio Duarte: (1997-1998)
- Abel Braga: (1999-2000)
- Geninho: (2000)
- Caio Júnior: (2002), (2006)
- Cuca: (2003)
- Adílson Batista: (2003)
- Gilson Kleina: (2004), (2006), (2007)
- Paulo Campos:(2004-2005)
- Lori Sandri: (2005), (2007)
- Zetti: (2006-2007), (2009)
- Pintado: (2007)
- Velloso: (2009)
- Sérgio Soares: (2009)
- Roberto Cavalo: (2009), (2010-2011)
- Marcelo Oliveira: (2010)
- Ricardo Pinto: (2011)
- Guilherme Macuglia: (2011)
- Ricardinho: (2012), (2014)
- Toninho Cecílio: (2012-2013)
- Dado Cavalcanti : (2013)
- Milton Mendes: (2014)
- Ricardo Drubscky: (2014)
- Claudinei Oliveira: (2014), (2016)
- Luciano Gusso: (2014)
- Nedo Xavier: (2015)
- Fernando Diniz: (2015)
- Marcelo Martelotte: (2016)
- Roberto Fernandes: (2016)
- Wagner Lopes: (2017), (2018)
- Cristian de Souza: (2017)
- Lisca: (2017)
- Matheus Costa (2017)
- Rogério Micale : (2018-)

## Anciens joueurs
- Ricardinho
- Araujo Ilan
- Renaldo